# Livre
Die (teilweise auch „das“) Livre (frz. für „Pfund“ von gleichbedeutend lat. libra) war vom 9. bis zum 18. Jahrhundert eine französische Einheit der Silberwährung. Durch die Verordnung vom 15. August 1795 wurde die Livre durch den Franc ersetzt.

## Monetäres
Die Metallwährungen im Frankreich des 17. und 18. Jahrhunderts waren sowohl nach dem Duodezimal- als auch nach dem Dezimalsystem gestückelt.
Die Livre war, wie ursprünglich auch das englische Pfund, eine schlichte Rechnungsmünze (Rechenpfund). Als solche ist die Livre im französischen Königreich bis auf wenige Ausnahmen nie als Münze geprägt worden, sondern diente vielmehr als Rechen- und Wertbasis des auf dem karolingischen Münzsystem aufbauenden französischen Silbermünzsystems. Eine Livre bestand immer aus 20 Sols (später Sou genannt) oder 240 Deniers, so dass ein Sol 12 Deniers entsprach. Geprägt und ausgegeben wurden anfangs nur Deniers, sodass auch der Sol eine schlichte Rechengröße gewesen ist, später wurden auch Sols geprägt. (Siehe auch Schilling.)
Ursprünglich entsprach eine Livre, wie der Name verrät, einer bestimmten Menge (ein Pfund entspricht heute etwa 409 Gramm) Silber mit genau festgelegtem Feingehalt. Aus einem solchen Pfund wurden 20 Sols oder 240 Deniers geprägt, so dass 240 Deniers ursprünglich ein solches Pfund Silber auf die Waage brachten.
Da es die Livre anfänglich als eigene Münze und damit als reale Größe nicht gab und da 20 Sols oder 240 Deniers immer eine Livre ergaben, gleichgültig welcher Qualität diese Münzen waren, hing der Wert der Livre in erheblichem Maße von der Qualität dieser auf der Livre basierenden Münzen ab. Da im Laufe der Zeit die ausgegebenen auf der Livre basierenden Münzen, bedingt durch Reduzierung des Münzgewichts oder des Feingehalts an Silber, immer schlechter wurden, verlor auch die Livre erheblich an Wert, sodass sie im Jahre 1791 nur noch ein Achtzehntel des Wertes von 1266 hatte. Als mit dem Lis d’Argent 1656 eine Münze mit dem Gegenwert einer Livre ausgegeben wurde, war dieser Lis d’Argent nur etwas über acht Gramm schwer und hatte einen Feingehalt an Silber von knapp acht Gramm. Die spätere, geprägte Mehrfach-Livre zu 6 Livres war im 18. Jahrhundert der sogenannte Laubtaler, wobei hier die einfache Livre im Laubtaler nur noch rund 4 g Silber repräsentierte. Zuletzt trat der Währungsname Livre auf den Assignaten der Revolutionsjahre ab 1789 auf.

## Geschichte der Währung

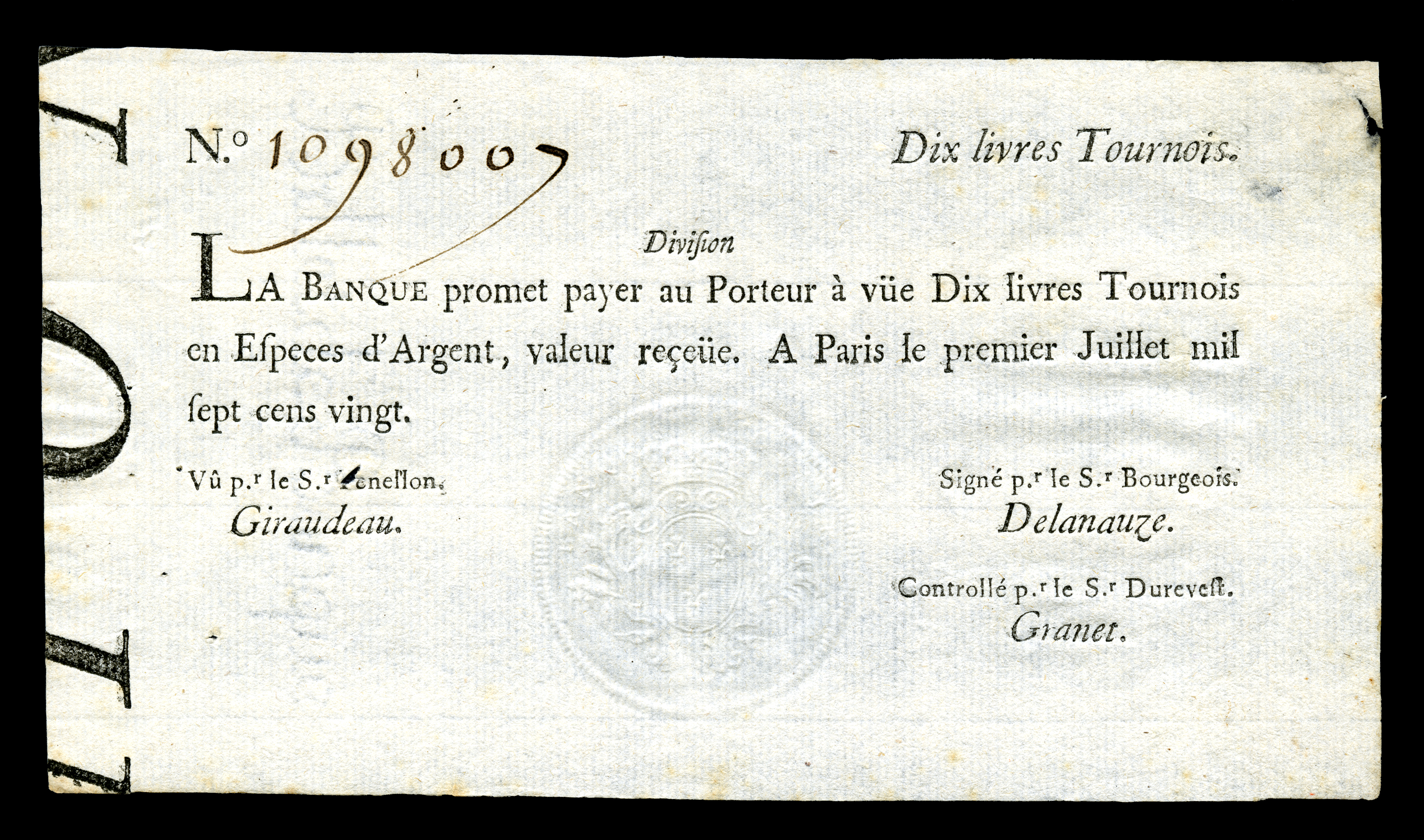
La Banque Royale-10 livres Tournois (1720)

Das Rechenpfund als Rechen- und Wertbasis und ursprünglich auch reale stoffliche Basis für eine Währung war schon bei Karl dem Großen gebräuchlich. Im Laufe der Zeit entstanden in Frankreich zwei verschiedene Rechnungspfunde. Zum einen die südliche Livre tournois (Abkürzung: lt oder ₶), die in 20 Sols zu je 12 Deniers (= 240 Deniers) zerfiel, und die nördliche, um ein Viertel schwerere, Livre parisis, die zwar auch in 20 Sols, der Sol selbst jedoch in 15 Deniers zerfiel, sodass sie insgesamt in 300 Deniers ausgebracht wurde. Schon zu Zeiten Ludwigs XIV. jedoch waren die Livre parisis und die auf ihr basierenden Münzen verschwunden, sodass die Livre tournois die Livre des Ancien Régime war. Während der französischen Revolution wurden schließlich „Livre“ genannte Münzen geprägt, die aber mit der klassischen Livre nur noch wenig gemein hatten. Durch Gesetz vom 15. August 1795 wurde die Livre abgeschafft, doch der neu eingeführte Franc entsprach in Gewicht und Feingehalt annähernd der bis 1795 geltenden Revolutionslivre. Obschon sich der Franc dem Dezimalsystem verschrieben hatte und die Unterteilung in Sous abgeschafft war, blieb der Begriff Sou noch bis ins 20. Jahrhundert für einen zwanzigstel Franc (= 5 Centimes) in Gebrauch.

## Kaufkraft der Livre
Welche Kaufkraft die Livre heute hätte, ist schwer zu ermitteln. Geld- und Wirtschaftssysteme sind zu verschieden, um verlässliche Aussagen treffen zu können. Die maßgeblichen Warenkörbe haben sich zu sehr verändert und der Wert der Livre ist – wie oben erwähnt – schon in historischer Zeit schleichend verfallen. Der oft angenommene Kurs von einer gemünzten Silber-Livre = 5 – 15 Euro dürfte nur für die 1760er und bis späten 1780er Jahre annähernd verwendbar sein und ist mit Vorsicht zu gebrauchen. Die papiernen Assignaten-Livres der Revolutionsjahre nach 1789 hatten wesentlich weniger Kaufkraft.
1 Louis d’or entsprach 24 Livres, 1 Sou oder Sol waren ein Zwanzigstel Livre, 1 Liard entsprach ein Viertel Sou. 1 Sou wiederum waren zwölf Deniers. Es gab ein und zwei Sou oder Sol Münzen. Drei Deniers entsprachen einem Liard. 3 Livre waren ein Taler (Écu).
Ein durchschnittliches table d’hôte oder Mittagsmenü kostete 1 Livre; der Preis für ein Brot lag zwischen 2 Sous bis 12 Sous. Eine Tasse Café au lait in einem Straßencafé kostete 2 Sous. Der gewöhnliche Sitzplatz in der Comédie française war für 1 Livre und in der Opéra für 2 Livres, 8 Sous zu erwerben. Die Fahrt mit einer Postkutsche, carrosse von Bordeaux nach Paris kostete 72 Livres. Ein Drucker etwa bei der Produktion der Encyclopédie verdiente 2 Livre pro Tag, ein Vorarbeiter deren 3. Ein Pferd für einen Handlungsreisenden kostete ungefähr 100 Livre, eine neue Druckpresse schlug mit 300 Livre zu Buche, eine gebrauchte war für 250 Livre zu erstehen, ein Ries entsprechen 500 Bogen Papier und kosteten 9 Livres. Ein Minot Salz kostete 60 Livre und 7 sous. Das Schuhputzen kostete in Paris um das Jahr 1775 2 Liards, also 6 Deniers. Das Jahresabonnement der durch die Regierung unterstützten Gazette kostete 12 Livres im Jahre 1774 und 15 Livre 1785. Die Dirnenentlohnung bewegte sich um das Jahr 1790 in der Gegend des Palais Royal in Paris zwischen 7 und 20 Livres.
Trotz der Schwierigkeiten, die Kaufkraft einer historischen Währung mit der heutigen Währung zu vergleichen, hier ein Versuch:
| Preis           | Wert in €             | Ware / Dienstleistung                                                 |
| --------------- | --------------------- | --------------------------------------------------------------------- |
| 6 deniers       | ca. 0,13 bis 0,40 €   | Preis für Schuhputzen                                                 |
| 2 sous          | ca. 0,5 €             | Café au lait                                                          |
| 2 bis 12 sous   | ca. 0,5 bis 3 €       | Brotpreis                                                             |
| 1 livre         | ca. 5 bis 15 €        | Table d’hôte oder Mittagsmenü                                         |
| 1 livre         | ca. 5 bis 15 €        | Sitzplatz in der Comédie française                                    |
| 2 livres 8 sous | ca. 15 bis 45 €       | Sitzplatz in der Opéra                                                |
| 2 livres        | ca. 10 bis 30 €       | Verdienst eines Druckers pro Tag; bei der Produktion der Encyclopédie |
| 2 bis 20 livres | ca. 10 bis 300 €      | Dirnenentlohnung einer Prostituierten am Palais Royal                 |
| 3 livres        | ca. 15 bis 45 €       | Verdienst eines Vorarbeiters pro Tag                                  |
| 9 livres        | ca. 45 bis 135 €      | Kaufpreis für ein Ries Papier.                                        |
| 10 livres       | ca. 50 bis 150 €      | Kaufpreis eines Bandes einer preiswerten Ausgabe der Encyclopédie     |
| 12 livres       | ca. 60 bis 180 €      | Jahresabonnement der La Gazette im Jahre 1774                         |
| 60 livres       | ca. 300 bis 900 €     | Kaufpreis eines Minot (ca. 39 kg) Salzes                              |
| 72 livres       | ca. 360 bis 1080 €    | Fahrt mit einer Postkutsche, carrosse von Bordeaux nach Paris         |
| 100 livres      | ca. 500 bis 1500 €    | Kaufpreis eines Pferdes für einen Handlungsreisenden                  |
| 300 livres      | ca. 1500 bis 4500 €   | Kaufpreis einer neuen Druckpresse                                     |
| 300.000 livres  | ca. 1,5 bis 4,5 Mio € | Kaufpreis des Hôtel de Crillon im Jahr 1788                           |

## Abbildungen

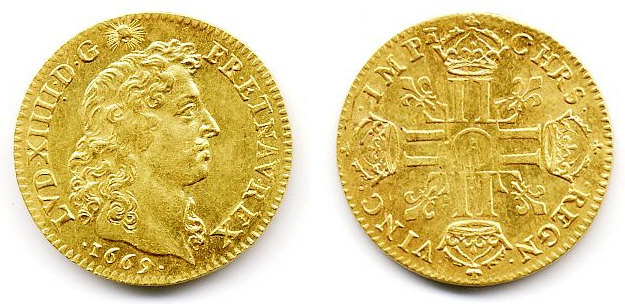
Louis d'or von Ludwig XIV.
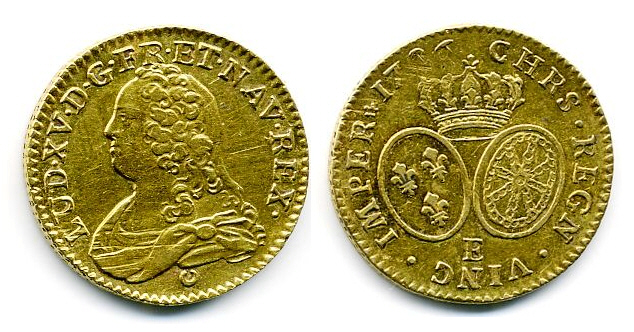
Louis d'or von Ludwig XV.
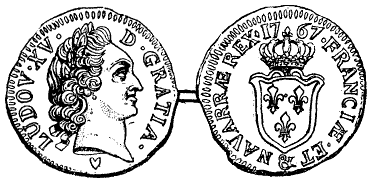
Sol von Ludwig XV.
Liard des Ludwig XVI.